# بئر يعقوب
بئر يعقوب أو بئر السامرية هو بئر في منطقة بلاطة البلد على أطراف مدينة نابلس، يعتقد أن يسوع شرب من هذا البئر لدى مروره بالسامرة في طريقه من القدس إلى الجليل.
بني فوق البئر كنيسة بأمر من الملكة هيلانة والدة الإمبراطور البيزنطي قسطنطين في القرن الرابع للميلاد. وبقيت الكنيسة على حالها حتى تهدمت عام 1009م في العهد الفاطمي. فأعاد الصليبيون إعمارها عام 1154م، ولكنها هدمت عام 1187م بعد خروج الصليبيين. وتقوم اليوم كنيسة حديثة نسبياً في الموقع.

## الأهمية الدينية

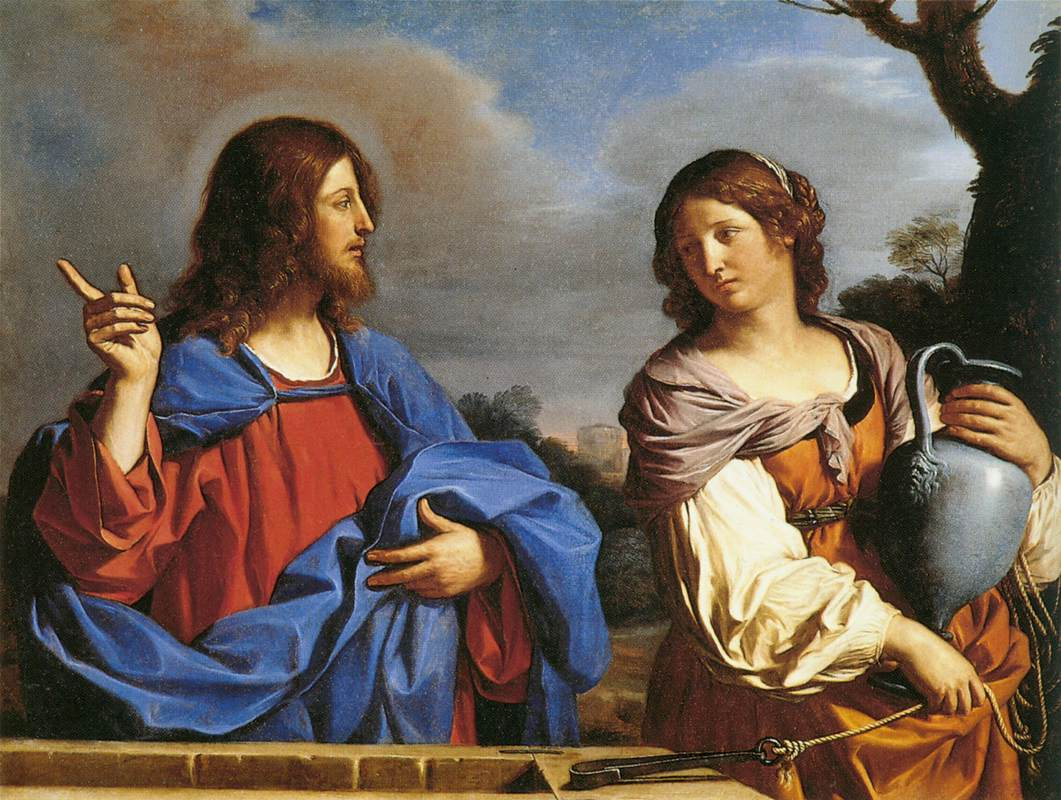
لوحة للفنان غوتشينو تبين المرأة السامرية ويسوع.

تكمن أهمية البئر في أنه الموقع الذي شرب منه المسيح أثناء رحلة عودته إلى الجليل، فقد صادف امرأة سامرية وبدأ بالتحدث معها واستخدام الماء كدلالة على الله.

## تاريخ
تشير كتابات الحجاج إلى أن بئر يعقوب يقع داخل كنائس مختلفة تم بناؤها في نفس الموقع بمرور الوقت. بحلول عام 330م تم تحديد الموقع على أنه المكان الذي أجرى فيه يسوع محادثته مع المرأة السامرية، وربما كان يُستخدم في التعميد المسيحي. بحلول عام 384 بعد الميلاد تم بناء كنيسة صليبية فوق الموقع، وقد ورد ذكرها في كتابات القرن الرابع للقديس جيروم. تم تدمير هذه الكنيسة على الأرجح خلال الثورات السامرية عام 484 أو 529. بعد ذلك، أعاد جستنيان بناء هذه الكنيسة الثانية من العصر البيزنطي، وكانت لا تزال قائمة في السبعينيات وربما حتى أوائل القرن التاسع.
كانت الكنيسة البيزنطية في حالة خراب بالتأكيد عندما احتل الصليبيون نابلس في أغسطس 1099م. تتحدث حسابات أوائل القرن الثاني عشر من قبل الحجاج إلى الموقع عن البئر دون ذكر كنيسة. هناك روايات لاحقة من القرن الثاني عشر لكنيسة بنيت حديثًا في بئر يعقوب. أول حساب نهائي من هذا القبيل يأتي من ثيودريك، الذي كتب: "البئر... على بعد نصف ميل من مدينة نابلس: تقع أمام المذبح في الكنيسة المبنية فوقه، حيث تكرس الراهبات أنفسهن لخدمة الله. هذه البئر تسمى ينبوع يعقوب. شُيِّدت هذه الكنيسة التي تعود إلى العصر الصليبي عام 1175م ويرجع ذلك على الأرجح إلى دعم الملكة ميليساندي التي تم نفيها إلى نابلس عام 1152 حيث عاشت حتى وفاتها عام 1161. ويبدو أن هذه الكنيسة قد دُمرت بعد انتصار صلاح الدين على الصليبيين في معركة حطين عام 1187.
في مارس 1697 عندما زار هنري موندرل بئر يعقوب بلغ عمق المياه في البئر 15 قدمًا (4.6 متر). زار إدوارد روبنسون الموقع في منتصف القرن التاسع عشر، واصفًا «بقايا الكنيسة القديمة» الواقعة فوق البئر إلى الجنوب الغربي بأنها «كتلة بلا شكل من الأنقاض، من بينها شظايا من أعمدة الجرانيت الرمادية التي لا تزال موجودة الحفاظ على طلاءهم القديم». استمر المسيحيون المحليون في تبجيل الموقع حتى عندما كان بدون كنيسة. في عام 1860، تم الحصول على الموقع من قبل بطريركية الروم الأرثوذكس وتم بناء كنيسة جديدة مكرسة للقديس فوتيني السامري عام 1893 جنبًا إلى جنب مع دير صغير. دمر زلزال أريحا عام 1927 ذلك المبنى.
قبة كنيسة مار فوتيني في بير يعقوب كما صورت من الداخل عام 2008.
منذ الاحتلال الإسرائيلي للضفة الغربية كانت بئر يعقوب موضع نزاع بين المسيحيين واليهود. في تشرين الثاني (نوفمبر) 1979 في وقت تصاعدت فيه التوترات في الضفة الغربية، عُثِر على حارس البئر، أرشمندريت فيلومينوس، ميتًا داخل سرداب يضم البئر. اعتقل المهاجم، وهو مختل عقليًا من سكان تل أبيب، بعد ثلاث سنوات واعترف بالقتل وآخرين، بما في ذلك الاعتداء على راهبة في الدير وقتل بفأس طبيب نفسي يهودي في تل أبيب. في عام 2009 أعلنت بطريركية القدس للروم الأرثوذكس أن فيلومينوس قدّيسًا بعد ثلاثين عامًا من وفاته.
أبونا (التي تعني «الأب») أيوستينوس، وهو كاهن يوناني أرثوذكسي يحظى باحترام كبير في نابلس، قاد لاحقًا مشروع إعادة إعمار ضخم. تم ترميم بئر يعقوب منذ ذلك الحين، وهناك كنيسة جديدة على غرار تصميمات الكنيسة الصليبية تضم البئر الموجود بداخلها، في سرداب على مستوى أدنى.